# Waimea Bay
 (août 2014).
Si vous disposez d'ouvrages ou d'articles de référence ou si vous connaissez des sites web de qualité traitant du thème abordé ici, merci de compléter l'article en donnant les références utiles à sa vérifiabilité et en les liant à la section « Notes et références ».
Waimea Bay ou Waimea est une baie située sur la côte nord de l'île d'Oahu à Hawaï (États-Unis). Elle est réputée pour être un spot de surf de qualité mondiale situé sur le North Shore hawaïen.

## Généralités

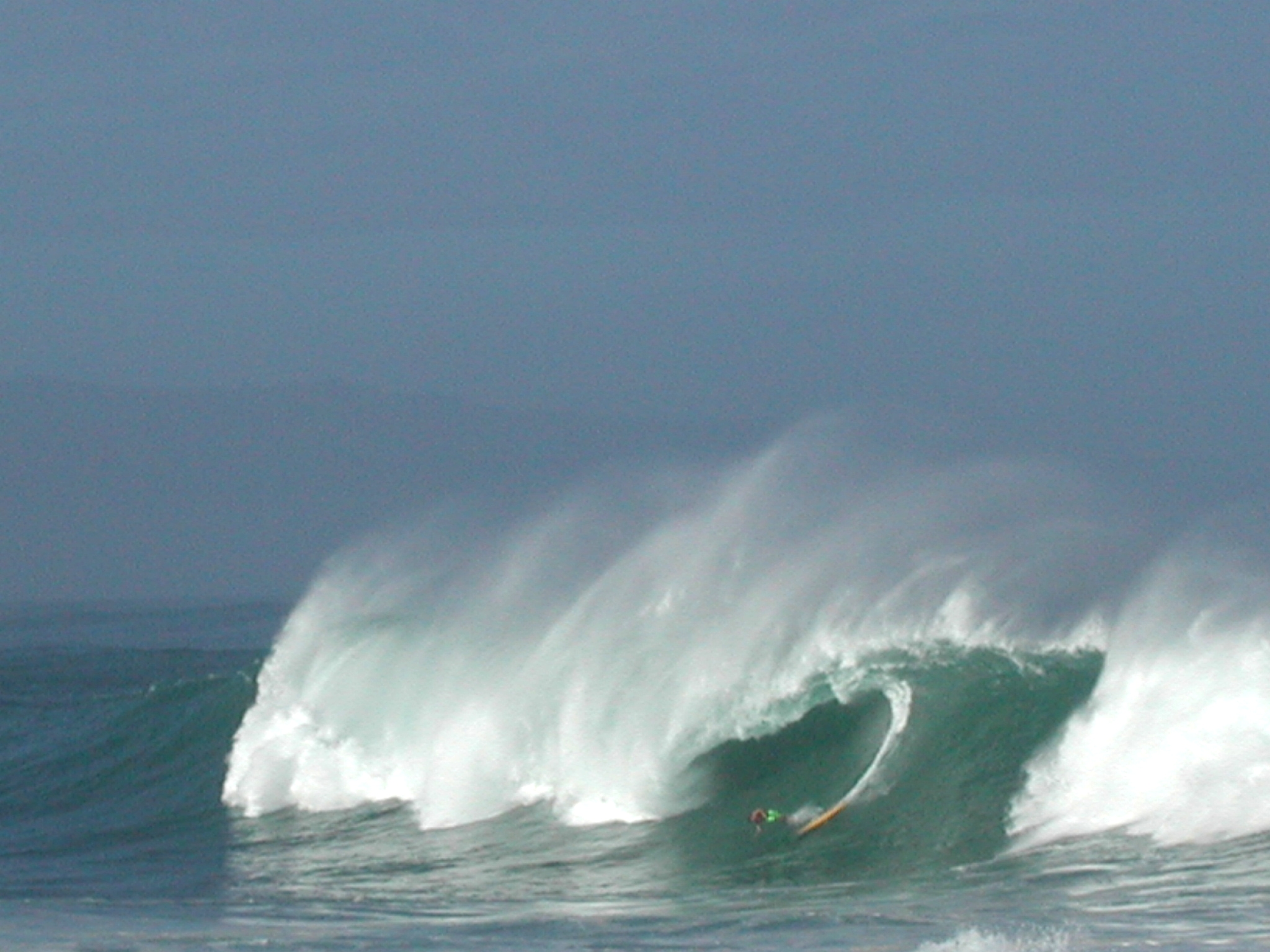
Un surfeur sur une vague de Waimea Bay.

Waimea est surement le spot de surf hawaïen le plus connu après Pipeline. Ses vagues rivalisent de taille et de puissance avec ce dernier, mais elles sont cependant plus éloignées du bord. Waimea et Pipeline sont les deux endroits incontournables en cas de rentrée de houle sur le North Shore : ils sont en effet capables de contenir de grosses houles sans saturer. Waimea est aussi connu pour son immense shore break.

## Histoire
Le navigateur Richard Hergest et l'astronome William Gooch y sont assassinés le 12 mai 1792.